# Иллюзионизм (философия)
Иллюзиони́зм — в широком смысле, это название для философской позиции в отношении некоторых явлений; для способа рассмотрения таких явлений; в узком смысле — это название для нескольких конкретных философских теорий.

## Общее определение
Иллюзионизм — это подход:16, предлагающий объяснить какое-то явление как иллюзию мышления и восприятия, а не как реальное явление или явление, действительно обладающее свойствами, которыми, как кажется некоторым людям, оно обладает.

«Если претензии и убеждения людей о чём-то (например, о Боге или об НЛО) могут быть полностью объяснены как вытекающие из причин, не имеющих связи с самим предметом их убеждений, то это является причиной для дискредитации таких убеждений и рассмотрения вещи как иллюзорной»
Оригинальный текст (англ.)If peoples claims and beliefs about something (God, say, or UFOs) can be fully explained as arising from causes having no connection with the thing itself, then this is a reason for discounting them and regarding the thing as illusory
— Frankish K. Illusionism: as a theory of consciousness. – Andrews UK Limited, 2017:33
В этом значении иллюзионизм противопоставляется:16 «реализму» в отношении объясняемого явления — то есть противопоставляется подходу считать данное явление реальным.

Название «иллюзионизм» является отсылкой к ремеслу иллюзионистов. Аналогия заключается в том, что когда человек наблюдает фокус, допустим, с извлечением кроликов из шляпы, если он склонен считать, что кролики действительно находились в шляпе до извлечения — то такой подход есть «реализм» в отношении данного фокуса. Если же человек склонен считать наблюдаемое вводящей в заблуждение иллюзией, то есть считать, что на самом деле это некий фокус, трюк, искажающий картину действительности так, что кажется, будто кролики находились в шляпе до извлечения — то такой подход есть «иллюзионизм» в отношении данного фокуса. Также, название «иллюзионизм» является отсылкой к понятию иллюзионизма в искусстве, как приёма, с помощью которых художественные представления изготавливаются, чтобы напоминать реальные объекты или создавать видимость пространства с помощью перспективы. Подразумевается, что некоторые когнитивные процессы аналогичным образом создают видимость каких-то явлений или свойств явлений (смотри ниже, в разделе «частные примеры»).
Слово «реализм» означает веру в то, что нечто реально. Реально в смысле, не является выдумкой, иллюзией восприятия, мыслимой категорией — а именно существует как некая вещь, которую можно пощупать, либо как некая сущность. Например, верить, что бог действительно существует и действует — это «теологический реализм». Верить, что действительно есть трансцендентные математические сущности — это «математический реализм». Верить в то, что наши ментальные процессы происходят так, как нам это кажется, когда мы о них думаем — это «наивный реализм» в отношении интроспекции. Верить, что мир устроен так, как мы это ощущаем (видим, слышим, осязаем)— это «наивный реализм» в отношении экстероцепции (то есть, зрения, осязания, слуха). Верить, что люди, имеющие «опыт внетелесных переживаний» (OBE) или «осознанных сновидений» (LD), или других галлюцинаций — это «реализм» в отношении этих ощущений и их интерпретаций людьми (то есть, доверие к интероцепции и интроспекции этих ощущений).
Само упоминание о каких-то ощущениях, как расстройствах, иллюзиях или ошибках восприятия (будь то «экстероцепция», «интероцепция» или «интроспекция») — уже само по себе подразумевает позицию «анти-реализма» (читай «иллюзионизма») в отношении исследуемых ощущений.
Верить в реальность астрологических прогнозов — в этой терминологии, значит, быть «реалистом в отношении астрологии». Считать, что людям кажется, что астрологические прогнозы работают только в силу «эффекта Барнума» — в этой терминологии означает занимать позицию «астрологического анти-реализма», или иначе, использовать «иллюзионизм как модель астрологии».

## Частные примеры

### Иллюзионизм в отношении свободы воли
Иллюзионизм воли — это философская теория, предложенная профессором Саулом Смилански из Хайфского университета (Smilansky, Saul (2000). Free Will and Illusion. Oxford University Press[страница не указана 1746 дней]). Он считает, что у людей есть иллюзорные убеждения о свободной воле. Кроме того, он считает, что важно и морально правильно, чтобы люди не были лишены этих убеждений, потому что иллюзия принесла пользу как отдельным людям, так и обществу.
Описание воли, приведённое в книгах — «The Illusion of Conscious Will» (или в комментарии П. Каррузерса к этой книге:211), «Living without free will», «Свобода воли как иллюзия»:8,11, «Кто за главного? Свобода воли с точки зрения нейробиологии»:193,298 — так же относится к примерам иллюзионизма в отношении свободы воли и в отношении того, что людям кажется о том, как их состояния, настроения, память и пр. приводят к их решениям и действиям (понятие «кажущейся психической причинности»:2:25,235,307).

Иллюстрация понятия кажущейся психической причинности по Д. Вигнеру

### Иллюзионизм в отношении свойств сознания или восприятия
В науке и философии о сознании/восприятии также есть иллюзионистские подходы к описанию сознания (а точнее — к описанию свойств ощущений, то есть продуктов восприятия)[страница не указана 1746 дней][страница не указана 1746 дней][страница не указана 1746 дней][страница не указана 1746 дней][страница не указана 1746 дней][страница не указана 1746 дней][страница не указана 1746 дней]. В частности, в своей классификации Кит Франкиш указывает на то, что все эмпирические теории сознания явно или неявно подразумевают иллюзионизм в отношении философских феноменальных свойств ощущений, и должны принимать этот подход в явном виде, иначе у них имеются логические трудности с обоснованием своих интерпретаций. В этом подходе философские феноменальные свойства описываются как иллюзии, то есть как ошибки или искажения восприятия, приводящие к тому, что ощущения кажутся людям обладающими свойствами, которыми ощущения в действительности не обладают (и, как аргументируют, например, Д. Деннет, П. Чёрчланд и некоторые другие, обладать не могут).

Существует одна окончательная стратегия защиты функционального описания ощущений от всех этих возражений, а именно, элиминативизм (Dennett 1988; Rey 1997, Frankish, 2016). Можно отрицать, что существуют такие вещи, как неприводимые квалиа, и утверждать, что убежденность в том, что такие вещи действительно существуют или, возможно, даже что он могли бы существовать, объясняется иллюзией — или путаницей.Оригинальный текст (англ.)There is one final strategy for defending a functionalist account of qualitative states against all of these objections, namely, eliminativism (Dennett 1988; Rey 1997, Frankish, 2016). One can, that is, deny that there are any such things as irreducible qualia, and maintain that the conviction that such things do, or perhaps even could, exist is due to illusion — or confusion.— Stanford Encyclopedia of Philosophy 

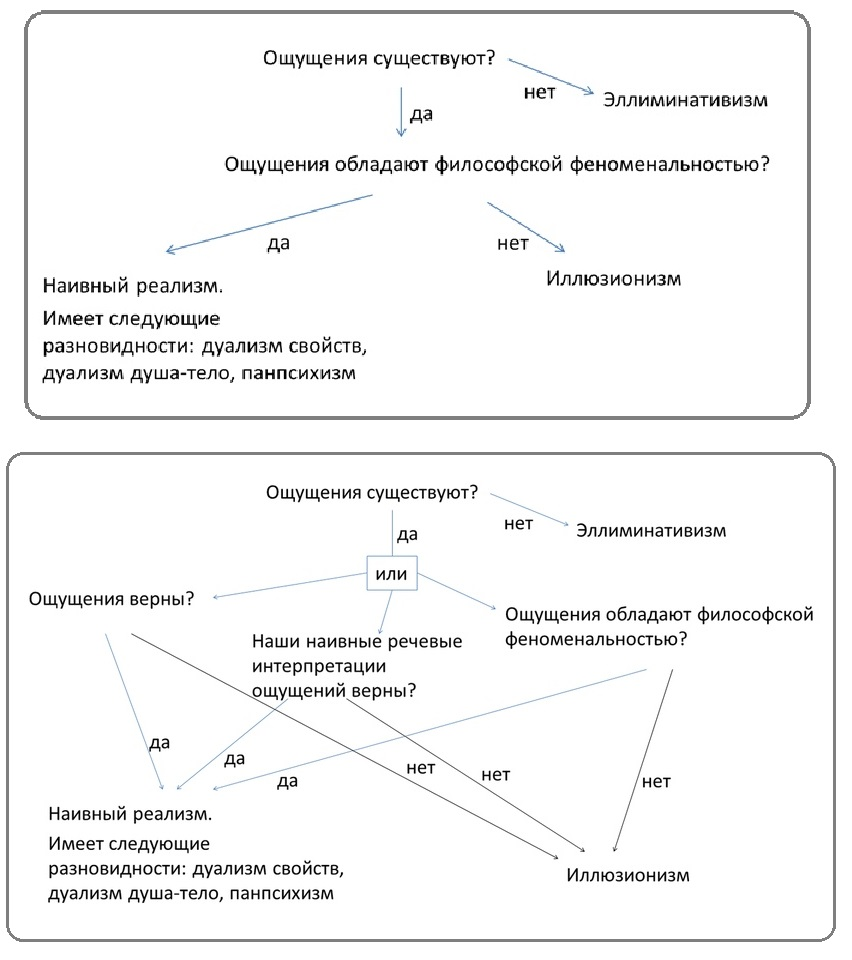
Соотношение философских взглядов на сознание и свойства ощущений

Ключевым моментом в иллюзионистских описаниях ощущений, сознания и восприятия является отклонение, как ошибочной, концепции «двойного привилегированного доступа» (в терминах Г. Райла[страница не указана 1746 дней]) — то есть отклонение, как ошибочной, популярной предпосылки о том, что интроспекция (в широком смысле, то есть ощущения людей о природе их ощущений и о природе их психики; в философии сознания этот термин означает некий процесс, служащий людям средством изучения собственных текущих или, возможно, совсем недавних прошлых психических состояний или процессов) является полной и безошибочной. Или как минимум, более надёжной и непосредственной, чем другие ощущения. Иначе говоря, иллюзионисты отклоняют предпосылки о том, что существует некая субъективная реальность, содержание которой доступно только одному индивиду, причём доступно автоматически, полностью и безошибочно посредством ощущений о природе его ощущений (то есть посредством интроспекции). Они так же отклоняют предпосылку, что интроспекция является более надёжной и непосредственной, чем другие ощущения. Фактически, исследования указывают ровно на противоположные качества интроспекции.

«хотя априорные рассказы об эпистемологии интроспекции, как правило, подчеркивают её привилегированность и точность, эмпирические оценки, как правило, подчеркивают её неудачи»Оригинальный текст (англ.)While a priori accounts of the epistemology of introspection have tended to stress its privilege and accuracy, empirical accounts have tended to stress its failures.— Stanford Encyclopedia of Philosophy
Эмпирические исследования самой интроспекции, также являются иллюзионистскими (так как в самой их основе лежит предпосылка о том, что интроспекция, как и другие ощущения людей и их интерпретации ощущений, могут быть ошибочны)[страница не указана 1746 дней]. Их результаты служат одними из оснований для сомнения в надёжности и полноте ощущений людей о природе и содержании их ощущений и других их психических процессов. Например, показывают, что интроспекция лежит в основе ряда предвзятостей и систематических ошибок в решениях и оценках. Что порой оказывается, что люди имеют совсем не те убеждения, которые, как им кажется, они имеют[страница не указана 1746 дней]. Что люди не в состоянии непосредственно наблюдать свои психические процессы и их отчёты о таковых являются результатом применения имеющихся у них имплицитных теорий и наблюдения своего поведения, а не результатом истинного самоанализа[страница не указана 1746 дней][страница не указана 1746 дней][страница не указана 1746 дней], а «знания людей об их собственных умах подрываются самим фактом их ощущений о собственных умах»:55. Что иногда, когда люди уверены, что думают над чем-то — на самом деле этого не происходит[страница не указана 1746 дней][страница не указана 1746 дней]. Иногда, когда люди уверены, что не ощущают чего-то — но на самом деле они ощущают[страница не указана 1746 дней][страница не указана 1746 дней][страница не указана 1746 дней]. Также, предполагается, что люди неверно оценивают происхождение, источник и функциональную роль своих интроспекций (то есть убеждений-продуктов интроспекции как процесса)[страница не указана 1746 дней][страница не указана 1746 дней][страница не указана 1746 дней][страница не указана 1746 дней].

### Иллюзионизм в отношении богов
Нейро-, когнитивное и эволюционное религиоведение — являются разделами науки, придерживающимися описания веры в богов, как особенности мышления, искажающей реальность; и придерживающейся описания богов, как иллюзий, нежели как каких-то реальных сущностей.[страница не указана 1746 дней][страница не указана 1746 дней][страница не указана 1746 дней][страница не указана 1746 дней][страница не указана 1746 дней][страница не указана 1746 дней][страница не указана 1746 дней][страница не указана 1746 дней][страница не указана 1746 дней] В отличие от этого, наивные теологические реалисты предлагают описывать процессы мозга и поведения как обеспечивающие реальный контакт с реальной сверхъестественной сущностью или как контакты с какой-то иной реальностью[страница не указана 1746 дней][страница не указана 1746 дней].

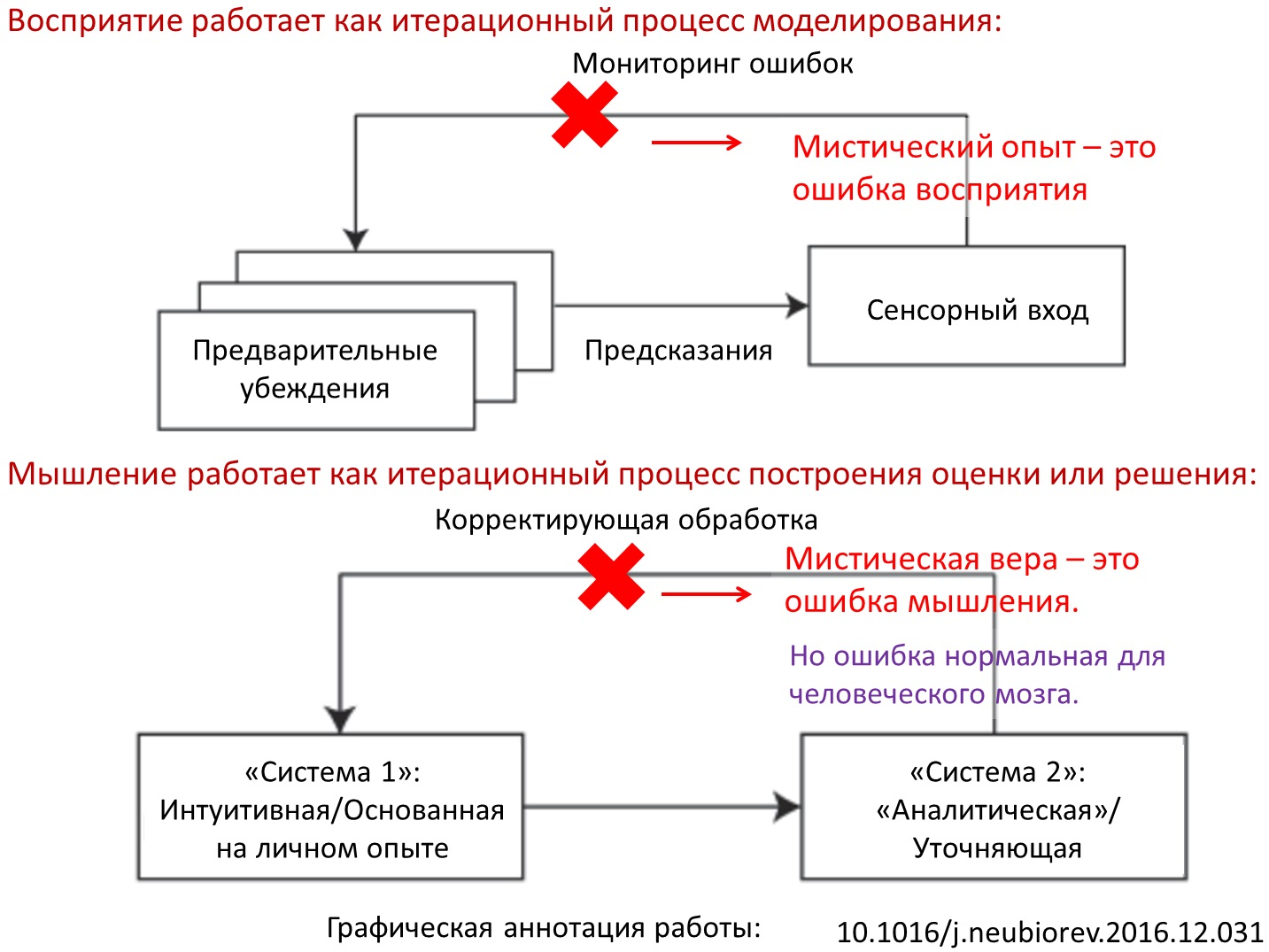
Нейро-когнитивные основы мистических верований. Графическая аннотация к обзору

Считать основанной на когнитивной иллюзии или предвзятости человеческую веру в то, что мир справедлив или что есть что-то или какая-то сила, поддерживающая равновесие, воздаяние по заслугам или «свет в конце туннеля» (соответственно, вера в карму и некоторые дхармы) — это позиция «иллюзионизм в отношении веры в „справедливый мир“».[страница не указана 1746 дней][страница не указана 1746 дней]

### Иллюзионизм в отношении паранормального
Иллюзионизмом в отношении паранормального являются утверждения, что ощущения людей, сообщающих о своём опыте выхода из тела, или о своём опыте во время их «клинической смерти» (то есть во время, когда у них не работало сердце) должны интерпретироваться как галлюцинации, а не как свидетельства паранормального. Аналогично, иллюзионизмом в отношении паранормального являются утверждения, что заявления о паранормальных способностях (экстрасенсорное восприятие, предвидение, телекинез и пр.) должны интерпретироваться как трюки, махинации или ошибки регистрации, и подлежат тщательной перепроверке (см. ниже раздел «критика иллюзионизма в отношении паранормального»).

### Иллюзионизм в отношении околосмертных переживаний и жизни после смерти
Существует верование в загробную жизнь (причём обычно — дружелюбную загробную жизнь). Не считая фольклора, единственным опытом, который поддерживает предположение о загробной жизни, является опыт так называемых околосмертных переживаний (в англоязычной литературе NDE, Near-death experiences)[страница не указана 1746 дней]. Во всех исследованиях этого феномена (с первого исследования 1975 и до 2018 г), данные об околосмертных переживаниях собираются исключительно посредством более или менее значительно отложенных во времени ретроспективных отчётов пациентов[страница не указана 1746 дней]. Главный довод заключается в том, что в пользу анти-физикалистской интерпретации при этом заключается в том, что пациенты описывают, что ощущали что-то как будто бы в то время, когда клиницисты замеряли у них плоскую ЭЭГ (то есть ощущали что-то, когда мозг был не активен)[страница не указана 1746 дней][страница не указана 1746 дней][страница не указана 1746 дней]. В целом, такие отчёты имеют ряд общих черт (например, ощущение присутствия, ощущение выхода из тела, эмоциональное сопровождение и т. д.) — каковые принимаются некоторыми людьми за признаки загробной жизни. Радикальный реализм в отношении этих описаний ощущений заключается в том, чтобы считать, что они действительно происходят тогда, когда, как кажется пациентам, они происходят; в том, что ощущения отражают какую-то особую реальность; в том, что в итоге всё это доказывает как минимум нефизическую природу восприятия (называемого «сознанием» в таких контекстах)[страница не указана 1746 дней], а как максимум — верность некоторых религий и реальность загробной жизни (то есть то, что она существует не только как рассказы, рассказываемые живыми людьми)[страница не указана 1746 дней][страница не указана 1746 дней]. Иллюзионистский подход в объяснении NDE заключается в том, чтобы подметить, что на самом деле пациенты, как минимум, не могут знать, когда они ощущали то, что они ощущали. Аналогично тому, как в случае сновидений, ощущений при выходе из комы или из глубокой анестезии ощущения формируются активностью мозга при постепенном переходе в бодрствующее состояние, но те, кто испытывают эти ощущения, ошибочно приписывают им, что они происходили в состоянии комы, глубокой анестезии или глубоких фаз медленно-волнового сна — так и в случае NDE атрибуция времени является ошибочной[страница не указана 1746 дней][страница не указана 1746 дней][страница не указана 1746 дней]. Помимо этого, иллюзионистский подход заключается в поиске нейрональных процессов и условий стимуляции, приводящих к таким же или подобным NDE ощущениям[страница не указана 1746 дней]

## Соотношение с другими позициями
Иллюзионистские теории являются материалистическими (физикалистскими) и консервативными. Иллюзионизм является, таким образом, разновидностью «научного реализма».
Иллюзионистские теории сознания/восприятия являются специальной формой элиминативистских теорий. Широкой термин «иллюзионизм» для этого предложил К. Франкиш, чтобы избежать связанных со словом «элиминативизм» распространённых негативных коннотаций, и чтобы отличать иллюзионизм — форму эллиминативизма — как объяснение философских феноменальных свойств ощущений как иллюзии от других форм эллиминативизма, предлагающих, что ощущений нет вообще или что объяснять нечего[страница не указана 1746 дней].
Предположим, что мы сталкиваемся с чем-то, что кажется аномальным, в том смысле, что оно радикально необъяснимо в нашем установленном научном мировоззрении. Один подход к разрешению этой ситуации — радикальный реализм — заключается в том, что мы можем согласиться с тем, что это явление реально и тогда надо исследовать последствия его существования, предлагая серьезные пересмотры или расширения нашей науки, возможно, даже отбрасывание самых фундаментальных её теорий. Другой подход — консервативный реализм — заключается в том, что мы можем утверждать, что, хотя явление реально, оно на самом деле не является аномальным и может быть объяснено в рамках современной науки. Третий возможный подход — иллюзионизм, или анти-реализм в отношении данного явления — заключается, в том, что мы можем утверждать, что рассматриваемое явление иллюзорно и требуется изучение того, как создается иллюзия, что это явление существует.[страница не указана 1746 дней]
«Иллюзионизм» (в качестве синонима — «антиреализм») в отношении какого-то явления, в рамках терминологии, предложенной К. Франкишем, следует отличать от позиции, обозначаемой тем же словом «антиреализм», например, в терминологии предложенной М. Даммитом. «Иллюзионизм» («антиреализм» по Франкишу) является подходом, рассматривающим некоторые ощущения и убеждения, как иллюзии, искажающие действительность. В первую очередь мишенью такого рассмотрения становятся заявления, похожие на заявления о сверхъестественном; или заявления об ощущениях, сильно зависящих от ракурса рассмотрения объекта; или противоречивые ощущения; или наши убеждения об ощущениях, порождённые механизмам интерпретации (какими бы то ни было репрезентативными когнитивными процессами). Упор делается на то, что любые когнитивные процессы могут ошибаться, искажая действительность. Но в этом подходе окружающая действительность подразумевается существующей. В «иллюзионизме» обоснование утверждений подразумевает, в конечном счёте, обращение к фактам этой окружающей действительности, то есть обращение к эмпирическим исследованиям. В отличие от этого, философский подход Даммита[страница не указана 1746 дней] не предполагает реальность существующей, а истинность заявлений в нём предполагается устанавливать никогда не обращаясь к окружающей действительности, но только к логической структуре и интуитивной убедительности заявления. Этот вариант «антиреализма» известен также под названиями «метафизический антиреализм» и «глобальный скептицизм», а в некоторых его разновидностях — как «солипсизм». Например, иллюзионизм в отношении философских феноменальных свойств ощущений подразумевает, что ощущения и интерпретации могут обманывать — но скорее в отношении знаний/убеждений людей об их умах (доступных посредством интроспекции), чем в отношении знаний/убеждений людей о том, что доступно посредством экстероцепции (зрение, слух, осязание). В терминах Франкиша, «антиреализм» по Даммиту является антиреализмом в отношении окружающей действительности, реализмом в отношении математических идей и реализмом в отношении интроспекции и надёжности человеческого мышления. Антиреализм по Даммиту является разновидностью математического реализма и в более старой терминологии (например, по Benacerraf, 1973[страница не указана 1746 дней]).
Математический антиреализм, по терминологии Франкиша, является разновидностью иллюзионизма. В ответ на критику Чалмерса, Франкиш так же использует[страница не указана 1746 дней] аргумент против непосредственного и безошибочного знания состояний «нефизического» ума, подобный «эпистемическому аргументу», приводимому Полем Бенацеррафом и Харти Филдом против математического платонизма и других форм математического реализма — то есть против идеи о знаниях о нефизических трансцендентных математических сущностях. Нужно не путать такой «математический антиреализм» с другим «антиреализмом» — с концепциями вроде «математической вселенной», то есть с ситуациями, в которых философы математики отрицают существование физической реальности.

## Критика и восприятие иллюзионизма, ответы на критику

### Восприятие иллюзионизма
Тех, кто придерживается позиции иллюзионизма в отношении философской феноменальности иногда «обвиняют» в сциентизме, по описанию Франкиша[страница не указана 1746 дней], как будто «только слепое поклонение науке может побудить кого-то отрицать философские феноменальные свойства ощущений и наличие у людей непосредственного и безошибочного доступа к состояниями своего ума». Фактически, это неверно в том смысле, что, например, логический бихевиоризм[страница не указана 1746 дней], нейрофилософия и аналитическая философия (в лице некоторых философов, иногда поддерживающих иллюзионизм в отношении, скажем, свободы воли, но не сознания[страница не указана 1746 дней], или наоборот, иллюзионизм в отношении сознания, но не свободы воли[страница не указана 1746 дней]), а также (отчасти) люди, занимающиеся «дисциплинированным самонаблюдением»[страница не указана 1746 дней] тоже придерживаются иллюзионистской позиции в отношении философских квалиа. Утверждение о непривелигированности интроспекции и о её незащищённости от ошибок восходит к работам Уильяма Джеймса[страница не указана 1746 дней][страница не указана 1746 дней][страница не указана 1746 дней][страница не указана 1746 дней], которого сложно назвать сциентистом. То, что по терминологии Франкиша называется «иллюзионизмом в отношении свободы воли» — в западной философии имеет корни ещё в работах Дэвида Юма, и отчасти — Артура Шопенгауэра и Джона Локка. А в восточной культуре утверждения о том, что у людей нет дуализма свойств и нет привилегированного доступа к своим умам — возникало многократно и считается обычным[страница не указана 1746 дней][страница не указана 1746 дней] (правда, обычными там считаются также некоторые парадоксальные заявления (например, буддистская концепция пустоты), заявления о панпсихизме и иллюзорности физической реальности — что противоречит иллюзионизму, который является материалистическим консервативным подходом; а также там обычны заявления о фундаментальности явления сознания — что к некотором роде противоречит данным эволюционной биологии[страница не указана 1746 дней], с которой иллюзионизм сходится просто в силу его консервативности).
Говоря про иллюзионизм в отношении интроспекции — знаний людей о своих умах, ощущениях и т. п. — можно отметить как интересный тот факт[страница не указана 1746 дней], что в сообществах, обильно практикующих медитации и йогу, дисциплинированное и систематическое наблюдение за своим опытом ощущений, а также практикующих медитации и йогу ради ИСС (изменённых состояний сознания, а точнее — изменённых состояний восприятия), и имеющих традиции и устойчивый консенсус о том, что считать «просветлением» или достижением «высшего состояния» в медитации — всё равно, даже в них, и особенно в них, личный опыт ощущений и переживаний не служит основанием для заявлений, что кто-то достиг оных состояний. Вместо этого, буддийские учителя по ряду признаков (обязательно видных от «третьего лица») оценивают, следует ли считать конкретное сообщаемое состояние в случаем реализации «высшего» медитативного состояния или т. п. Они оценивают это в зависимости от истории практики индивида, от полученных от него самоотчётов, и от своего, учительского, ретроспективного анализа поведения подопечного. То же самое касается и оценок успехов в медитации, самоконтроле и самонаблюдении.[страница не указана 1746 дней] Этот вид скептицизма закреплён и в буддистской литературе о медитации.[страница не указана 1746 дней]
В адрес тех, кто заявляет позицию иллюзионизма в отношении философской феноменальности, паранормального или свободы воли также выдвигают «обвинения» в редукционизме[страница не указана 1746 дней]. Хотя едва ли при этом термин «редукционизм» употребляется в каком-то определённом значении, а не как разговорное слово без определённого значения[страница не указана 1746 дней] — потому, что есть ряд различных, не похожих друг на друга и не сходящихся друг с другом по основным вопросам философских описаний того, что такое «редукция» и что такое «редукционизм».[уточнить][страница не указана 1746 дней][страница не указана 1746 дней][страница не указана 1746 дней][страница не указана 1746 дней][страница не указана 1746 дней]

### Критика иллюзионизма в отношении философской феноменальности
Одна из тактик[страница не указана 1746 дней] защиты реализма в отношении философских феноменальных свойств ощущений — в том, чтобы утверждать, что иллюзионисты отрицают существование некоторых данных. Утверждать, что феноменальные свойства не являются иллюзиями или интерпретациями свойств ощущений, введёнными для объяснения каких-то данных, но они сами являются данными, требующими объяснения[страница не указана 1746 дней]. Которое при этом по определению позиционируется как невозможное[страница не указана 1746 дней]. То есть тактика заключается в том, чтобы говорить, что даже если указаны все механизмы восприятия, порождающие убеждение, что ощущение философски феноменальны — всё ещё требуется объяснить при этом сами философски-феноменальные ощущения. С этим сходна стратегия говорить, что философские феноменальные свойства ощущений сами служат способом представления самих себя, без посредства каких-то интерпретаций[страница не указана 1746 дней]. Это является[страница не указана 1746 дней] разновидностью фосфоресцирующей концепции сознания («пара-оптической концепции сознания»), по терминологии Г. Райла: заявляется, что людям с высокой степенью надёжности доступны некие их ментальные события и состояния, потому что эти события и состояния как бы сами себя освещают. Указанная тактика также существенно опирается на представление, что ощущения являются простыми и качественными, а не сложными и составными. Иллюзионисты — как и просто исследователи восприятия, где ощущения есть последний продукт многоэтапного процесса восприятия — утверждают в ответ, что ощущения не являются «атомарными», простыми или качественными, что на самом деле переживаемый опыт составной и сложный, и зависит от конкретных шагов обработки данных, выполняемых нервной системой. также, иллюзионисты указывают на то, что позиционирование двух типов ощущений — одного когнитивного и другого философски-феноменального — для защиты второго из них должна позиционировать его как нефизический, не-каузальный и каузально-инертный (ни на что не влияющий, что сразу делает его эпифеноменальным).[страница не указана 1746 дней] Реалисты в отношении философской феноменальности с этим соглашаются, но не видят в этом проблемы.[страница не указана 1746 дней] Кроме того, реалисты в отношении философских квалиа подразумевают, что в силу непосредственности и каузальной изолированности ощущений, память, обучение, ассоциации и нейро-сенсорные процессы не влияют на опыт ощущений. Однако, иллюзионисты отвечают, что такое описание не соответствует человеческому опыту ощущений — на самом деле все эти факторы влияют.[страница не указана 1746 дней][страница не указана 1746 дней]
Другая тактика заключается в том, чтобы настаивать на том, что знания людей о своём опыте ощущений полны и безошибочны[страница не указана 1746 дней] (см. выше — априорные суждения философов об интроспекции). Это заявления типа: «мы имеем непосредственное и прямое знакомство с феноменальными свойствами своих ощущений; мы знаем свой опыт ощущений имея его, а не представляя его, и это даёт нам особый вид знания, философски-феноменальное знание, которое наука не может объяснить»[страница не указана 1746 дней]. Это всё так же упирается в идею «двух разных событий — физического и ментального» и в концепцию «двойного привилегированного доступа» по терминологии Г.Райла.[страница не указана 1746 дней]. Концепции о свойствах интроспекции и о знаниях людей о своих умах, которые иллюзионисты считают фактически ошибочными.[страница не указана 1746 дней][страница не указана 1746 дней]. Реалисты в ответ могут утверждать, что эмпирические данные не указывают на то, что интроспекция ненадёжна, даже если они указывают на то, что мы не знаем об имеющихся у нас ощущениях или что эти ощущения расплывчаты[страница не указана 1746 дней].
Ещё одна линия защиты реализма в отношении философской феноменальности заключается в том, чтобы утверждать, что когда речь идёт об ощущениях, нет разрыва между иллюзией и реальность. Например: «кто-то может видеть треугольник Пенроуза, хотя то, что он видит, не является треугольником Пенроуза — но когда у человека есть опыт ощущения зеленоватого цвета, то он действительно имеет опыт ощущения зеленоватого цвета» или «если мне кажется, что у меня есть сознательный опыт, то у меня точно есть сознательный опыт».[страница не указана 1746 дней] Ответ иллюзионистов заключается в том, что «сознательный опыт» — относительно молодая абстрактная концепция. Или в том, что иллюзионизм не говорит о том, что человек не ощущает цвет — скептицизм направлен на то, что человек ощущает о свойствах своих ощущений (например, если он ощущает, что его переживание цвета доступно ему и только ему одному, притом доступно ему безошибочно; или если он ощущает, что это переживание простое и неделимое, что оно не является результатом череды шагов обработки данных и не состоит ни в какой обязательной или прямой связи со стимулами среды; или что это непосредственное, «сырое» ощущение — вот тогда это мишень для иллюзиониста). Или ответ иллюзиониста может заключаться в том, что речь идёт о том, что человек интроспективно ощущает, что имеет опыт ощущения зелёноватого цвета — а это можно ощущать и не имея опыта ощущения зеленоватого цвета. Дальнейшая аргументация может развиваться по линии «утверждать, что интроспективное ощущение зеленоватого цвета само по себе не философски-феноменально и не требует предпосылки о каких-либо философски-феноменальных атрибутах для своего формирования — для его формирования достаточно функциональных и причинных факторов». В своей слабой форме данная линия защиты реализма совместима с иллюзионизмом.[страница не указана 1746 дней]

### Критика иллюзионизма в отношении паранормальных явлений
Люди, считающие, что заявления о паранормальном ссылаются на реальные явления природы (это высказывание сложно сформулировать на разговорном языке без получения оксюморона, так как паранармальное — разновидность сверхъестественного, а «сверхъестественное» — как раз и означает «лежащее вне возможностей природы») — то есть реалисты в отношении паранормальных явлений, по терминологии Франкиша, — используют разнообразные тактики защиты своей позиции и, соответственно, тактики критики иллюзионизма в отношении того, во что они верят. Эти тактики включают в себя требования проведения проверок заявлений о паранормальном только специально обученными (подтверждать эти заявления) людьми; устранение из команды исследователей тех, кто настроен скептически (аргумент «агнцы и козлищи»: «присутствие скептиков влияет на тонкие некие „сферы так“, что паранормальные явления перестают проявляться»); применение того, что скептики называют «статистическими манипуляциями при обработке данных»; заявления о невозможности фальсификации гипотез о паранормальном, тенденциозные заявления[страница не указана 1746 дней] («вы должны верить моему опыту, потому что в нём нельзя усомниться»). Обычно эти тактики классифицируются как нарушения логики, игнорирование данных или как несоответствие нормам постановки научных экспериментов[страница не указана 1746 дней][страница не указана 1746 дней][страница не указана 1746 дней][страница не указана 1746 дней][страница не указана 1746 дней][страница не указана 1746 дней][страница не указана 1746 дней]. Поскольку основной причиной для занятия позиции иллюзионизма в отношении паранормального является то, что нет надёжных свидетельств, которые бы указывали на то, что существуют паранормальные явления — а это и значит, что нет оснований считать, что эти явления существуют (что, в общем-то, тавтология) — постольку встречается применение в качестве контраргумента известного афоризма К. Сагана: «отсутствие доказательств существования не является доказательством несуществования». Кроме того, что афоризм является спорным утверждением (он оспаривает тавтологию и приводит к весьма странным выводам, будучи приложен к обычным исследовательским задачам, вроде: «мы не нашли никаких доказательств тому, что у вас есть рак — но это не доказывает, что у вас нет рака» или «не найдено никаких свидетельств того, что вы совершили убийство — но это не доказывает, что вы не совершали убийство») — его использование также может совпадать с противоречием другому известному афоризму К.Сагана: «Бремя доказательства (существования) лежит на заявителе (существования)». Использование «тенденциозных заявлений» (по терминологии Дж. Рея) является общим местом и для аргументации реализма в отношении паранормальных явлений, и для аргументации теологического реализма и в аргументации реализма в отношении философских феноменальных свойств ощущений.[страница не указана 1746 дней]
Кроме заявлений о паранормальных способностях, примером столкновения позиций могут служить интерпретации некоторых ощущений, как свидетельств паранормального. Реалисты в отношении паранормального предлагают интерпретировать в этом ключе такой опыт ощущений, как околосмертный опыт (NDE), опыт ощущений выхода из тела (OBE, а также — автоскопия, геоавтоскопия — состояния, когда — в терминологии иллюзионистов — человеку кажется, что есть он и есть несколько его тел), опыт осознанных сновидений, а также природа «интуитивных» догадок, «озарений» (ага-реакций), нуминозные ощущения, ощущение присутствия чужого разума, ощущения при удушье (как в случае NDE, удушья или холотропного дыхания), и некоторые другие вещи.
В этом месте снова пересекается критика иллюзионизма в отношении разных вещей: философской феноменальности и дуализма, и в отношении паранормального. Одни и те же данные и аргументы используются чтобы указать на верность дуализма[страница не указана 1746 дней] и на верность паранормальных явлений. В противовес этому, иллюзионистская позиция заключается в том, чтобы указать на нейро-когнитивные механизмы, или на выучку интерпретаций и культурный груз, которые могут вызывать испытываемые людьми ощущения и соответствующие интерпретации этих ощущений (то есть все те же самые фактическое данные), без использования предпосылке об их сверхъестественной природе.[страница не указана 1746 дней]

### Критика иллюзионизма в отношении свободы воли
Такая критика часто базируется на различных претензиях к «легендарному и скандальному» эксперименту Бенджамина Либета[страница не указана 1746 дней] и к логике его интерпретаций[страница не указана 1746 дней][страница не указана 1746 дней][страница не указана 1746 дней][страница не указана 1746 дней][уточнить]. В свою очередь, контраргументация такой критики включает в себе, с одной стороны, как многократную воспроизводимость[страница не указана 1746 дней][страница не указана 1746 дней] экспериментов того же типа, что провёл Либет, так и расширение и уточнение его результатов[страница не указана 1746 дней][страница не указана 1746 дней][страница не указана 1746 дней][страница не указана 1746 дней][страница не указана 1746 дней][страница не указана 1746 дней], а с другой стороны — указания на логическую несостоятельность (в частности, внутреннюю противоречивость) самих философских понятий свободы вообще и свободы воли в частности.[страница не указана 1746 дней][страница не указана 1746 дней][страница не указана 1746 дней][страница не указана 1746 дней] Другая критика иллюзионизма в отношении свободы воли базируется на отрицании детерминизма на масштабе человеческих действий[уточнить]. Контраргументация этой критики включает в себя снова указания на внутренние противоречия в самой концепции свободы воли; на другие её логические трудности; указания на то, что «недетерминированные действия» — с одной стороны, уже само по себе означает «не подконтрольные тому, кто совершает их», а с другой стороны — не означает наличия какого-то «особого контролирующего и свободного от причин ментального агента»[страница не указана 1746 дней][страница не указана 1746 дней], а также указание на использование критиками «аргумента от незнания»: «люди просто не знают, что является причиной их действий — поэтому им кажется, что их действия недетерминированы»[страница не указана 1746 дней][страница не указана 1746 дней]. Тут можно добавить, что людям систематически кажется, что их собственные действия менее детерминированны, чем чужие; что им кажется, что у них больше свободы, чем у других[страница не указана 1746 дней]; а также, что оценки детерминизма влияют на оценки ответственности и свободы, в основном, только в рассказах людей о воображаемых сценариях — но в реальных ситуациях то, насколько предопределёнными человек оценивает чужие действия не влияет либо мало влияет на то, насколько свободными он их оценивает или насколько ответственным за них он оценивает деятеля[страница не указана 1746 дней]. Другие версии критики иллюзионизма (соответственно, защиты реализма) в отношении свободы воли включают в себя предположения о существовании некоей «непричинной причинности», какого-то особого рода взаимодействий (фундаментальных и, возможно, нефизических), которые обеспечивают проактивность и позволяют людям игнорировать причинно-следственные связи, типичные для обычной материи. Здесь лежит одна из точек пересечения критики иллюзионизма в отношении свободы воли с критикой иллюзионизма в отношении дуализма свойств, дуализма материя-дух, и в отношении заявлений о паранормальном. Например, К. Юнг предлагал концепцию особого типа взаимодействия — «психэ» — которая призвана была объяснить существование работающих паранормальных способностей у людей (дальнейшие перепроверки не выявили свидетельств в пользу существования предмета, который он предполагал объяснить). И. Кант предполагал нечто подобное же для избежания того, что позже назвали «Регрессом Райла».

## Другие значения того же слова
Можно найти и совсем другие значения того же слова в разных словарях:
Иллюзионизм – философское воззрение, по которому внешний мир представляет лишь одну видимость, обман чувств (иллюзию); крайняя форма субъективного идеализмаБольшой словарь иностранных слов.- Издательство «ИДДК», 2007
Иллюзионизм — позиция, согласно которой пространственно-временной внешний мир есть только видимость, «покрывало Майи», фантасмагория, феномен мозга и т.п. К И. могут быть отнесены учение инд. «Упанишад», а также философия А. Шопенгауэра, согласно которой не только все есть иллюзия, кажимость, но даже само существование не имеет никакого реального значенияФилософия: Энциклопедический словарь. — М.: Гардарики. Под редакцией А.А. Ивина. 2004.
Воззрение на внешний мир, как на продукт нашего представленияСловарь иностранных слов, вошедших в состав русского языка. — Чудинов А. Н., 1910.
«Иллюзионизм — философское направление, объявляющее все истинное, прекрасное и нравственное иллюзией, видимостью, обманом; иллюзионизмом явдяются также учения упанишад и Шопенгауэра, согласно которым пространственновременной внешний мир есть „покрывало Майи“, „фантасмагория“, „феномен мозга“, только видимость».